# Lloyd James Austin III.
Lloyd James Austin III., ameriški general, * 8. avgust 1953.